# Europastraße 661
Die Europastraße 661 (kurz: E 661) ist eine Europastraße, die in Nord-Süd-Richtung vom Plattensee in Ungarn über Slawonien und Kroatien nach Bosnien und Herzegowina führt. Sie hat eine Länge von 449 Kilometern.

## Verlauf
Am Südufer des Balaton, bei Balatonkeresztúr, geht die E 661 von der M7 (zugleich E 71) als Nationalstraße 68 ab. Sie durchquert das Komitat Somogy bis zum ungarisch-kroatischen Grenzfluss, der Drau, bei Barcs. Auf dem Verlauf der kroatischen Nationalstraße D5 passiert die Straße die slawonische Stadt Virovitica, gelangt dann nach Daruvar und kreuzt bei Okučani die E 70 (zugleich A3). Bei Stara Gradiška (Kroatien) und Gradiška (Bosnien) wird die Grenze passiert. Die E 661 verläuft nunmehr auf der M16, teilweise auf dem Autoput Gradiška–Banja Luka. Zunächst durch die Republik Srpska und ihrer Hauptstadt Banja Luka, sodann ab nordwestlich Jajce in die Föderation Bosnien und Herzegowina. Bei Donji Vakuf verlässt die E 661 die M16 und wechselt auf die M5 in östlicher Richtung. Sie passiert Travnik und durchquert das Lašvatal. Südlich von Zenica endet die E 661 an der Kreuzung mit der E 73.